# Astaena lojana
Astaena lojana är en skalbaggsart som beskrevs av Frey 1973. Astaena lojana ingår i släktet Astaena och familjen Melolonthidae. Inga underarter finns listade.